# Román Oyarzun
Román Oyarzun Oyarzun, né à Olague le 28 février 1881 et mort à Pampelune le 6 juillet 1968, est un avocat, journaliste, homme politique, militant de la Communion traditionaliste, diplomate, entrepreneur et historien espagnol.
Il est surtout connu comme auteur de Historia del Carlismo (« Histoire du carlisme », 1944), considéré comme un ouvrage fondamental et la principale référence de la lecture classique de l'historiographie traditionaliste, avec Historia del Tradicionalismo español de Melchor Ferrer.

## Famille et jeunesse

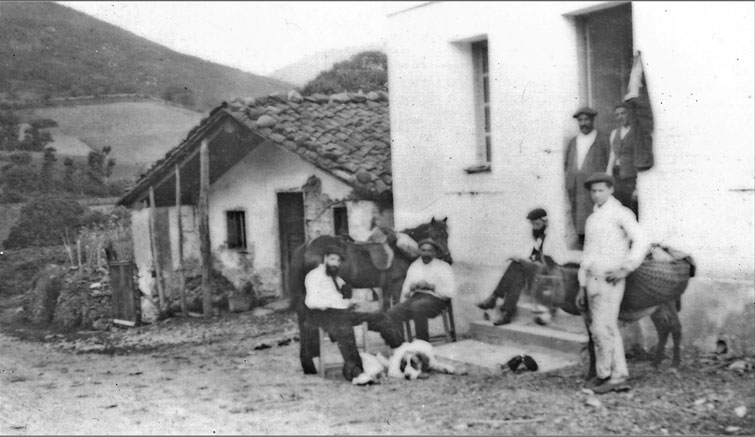
Navarre rurale, 1898.

La famille Oyarzun est originaire de la vallée d'Atetz, une zone de culture traditionnelle basque située dans les Pré-Pyrénées du nord de la Navarre. La famille de Román, appartenant à la classe paysanne, possédait des parcelle autour du hameau d'Olagüe. Son père, Juan Miguel Oyarzun Seminario (1856-1908), dirigeait une petite entreprise commerciale rurale,. Il épousa Patricia Oyarzun, originaire de la même zone. Le couple s'installa à Olagüe ; le groupe eut au moins trois enfants, Román Martina et Victoriano. Au début des années 1890, les parents et les enfants signèrent plusieurs lettres, par exemple pour protester contre le mauvais traitement accordé au pape, qui furent publiées plus tard dans le journal intégriste El Siglo Futuro.

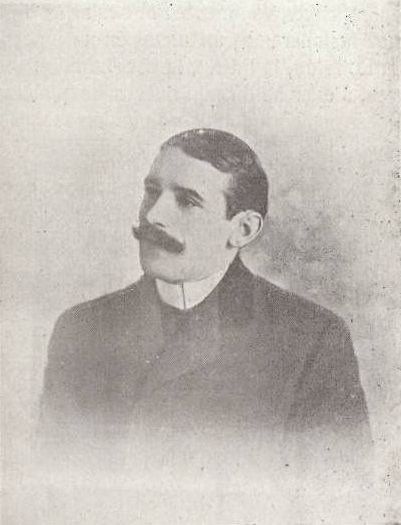
Román Oyarzun en 1908.

En 1893 il envoya un court article anonyme au quotidien pamplonais El Pensamiento Navarro (es), qui fut publié, son auteur étant invité à poursuivre ses contributions avant que son identité soit finalement révélée. En 1902 il fut remarqué en tant qu'excellent élève au lycée provincial de Pampelune. Il entama ensuite des études à l'Université centrale de Madrid, d'abord en Droit, obtenant « brillamment » sa licence en seulement deux ans, puis en Lettres et Philosophie, dont il fut diplômé en 1905. En 1906 il se présenta sans succès à des concours pour une chaire de Psychologie, Logique, Éthique et Rudiments du Droit dans des collèges publics de Lérida et Teruel. En 1908 il commença à effectuer un travail éditorial pour le journal El Correo de Guipúzcoa de Saint-Sébastien.
En 1911, Román Oyarzun épousa María de la Concepción Iñarra Sasa (1884-1979). Le couple s'installa à Pampelune, où Román exerçait alors la profession d'avocat. Ils eurent 5 enfants, deux garçons et trois filles, nés entre 1912 et 1923. Román Oyarzun Iñarra servit comme enseigne (alférez) provisoire dans le requeté du régiment de Zárate ; lui et son frère Francisco Javier  rejoignirent le ministère des Affaires étrangères au début du franquisme et occupèrent divers postes dans le service diplomatique espagnol, affectés à des missions à l'étranger, principalement en Amérique latine ,,). María Oyarzun Iñarra fut archiviste Socorro Oyarzun Iñarra fut peintre et Teresa Oyarzun Iñarra fut traductrice et interprète simultanée. Le fils de Francisco Javier, Román Oyarzun Marchesi (es), est diplomate comme son père et son grand-père.

## Premiers engagements carlistes

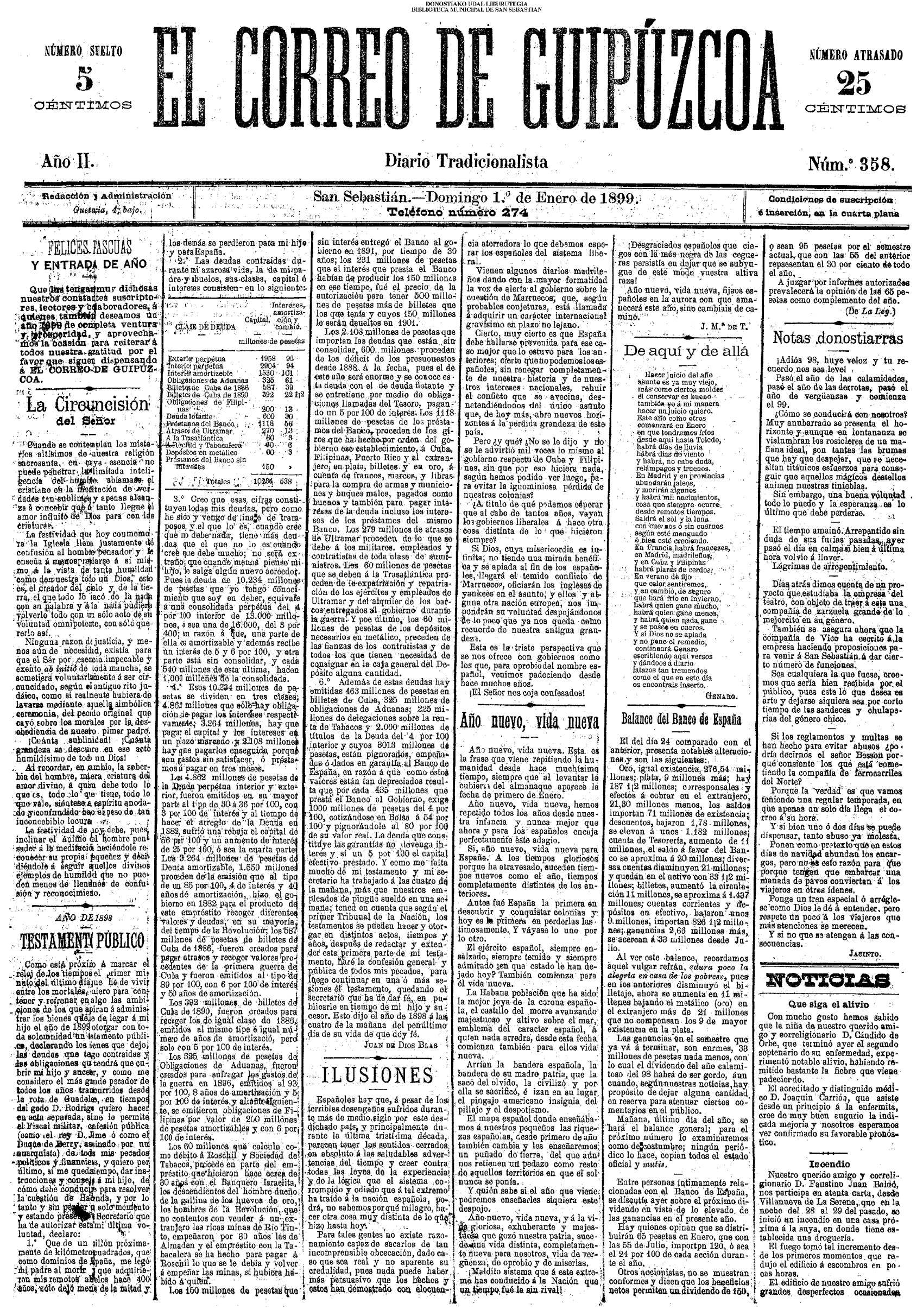
'.

Au cours de ses années universitaires, Román Oyarzun s'engagea dans la Juventud Carlista, l'organisation de jeunesse du carlisme. De retour à Pampelune, il participa à des initiatives du parti carliste ; il fut chargé de prononcer des discours devant le public local, par exemple lors de l'ouverture d'un nouveau cercle religieux carliste en 1906. Au début de 1908, Oyarzun s'installe à Saint-Sébastien pour rejoindre l'équipe d' El Correo de Guipúzcoa, un quotidien fondé en 1898 et appartenant à l'un des leaders carlistes des provinces basques, José Pascual de Liñán. Oyarzun fut engagé comme rédacteur en chef et maintint la ligne éditoriale traditionaliste, mais aussi farouchement anti-intégriste du journal. Il contribua à d'autres initiatives du parti dans la région ; en 1908, il co-organisa l'Acte de Zumárraga, un grand rassemblement exigeant la récupération des fueros du Guipuscoa. Revendiqué simultanément par les carlistes et les nationalistes basques, il rassembla quelque 25 000 personnes. El Correo publia à sa suite des articles qui furent plus tard dénoncés comme une incitation à la rébellion ; Oyarzun fut traduit en justice. En tant qu'avocat, il se défendit lui-même, et malgré une situation apparemment défavorable, il fut finalement absous,. Deux ans plus tard, il démissionna de ses fonctions éditoriales en alléguant de problèmes familiaux et retourna à Pampelune.

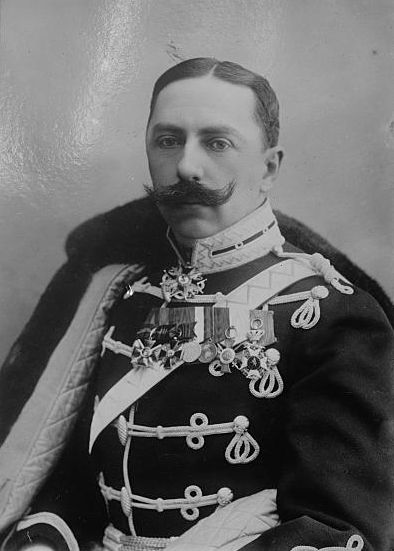
Le prétendant Jacques de Bourbon (don Jaime), en 1911.

Oyarzun rapporte qu'en 1910, le magnat du parti carliste dans les provinces basques, Tirso de Olázabal, lui conseilla d'abord, puis le « força presque » à rendre visite au prétendant carliste en exil, Jacques de Bourbon (don Jaime), dans sa résidence de Frohsdorf, officiellement pour rassembler des informations pour la rédaction d'un livret ; faisant suite aux démissions de Juan Vázquez de Mella et d'Antero Samaniego, le prétendant recherchait un secrétaire personnel. Oyarzun a passé environ 2 mois, avec lui en tant que  « secrétaire personnel » ; selon son propre récit, ils eurent une bonne relation Oyarzun rapporte également que don Jaime lui proposa d'occuper le poste de façon permanente mais qu'il refusa car à cause de son mariage avec sa fiancée. Le séjour en Autriche fut évoqué dans la presse carliste nationale. Oyarzun rentra en Navarre à la demande du prétendant pour défendre des carlistes Mondragón en attente de procès, ce qu'il réussit.
Oyarzun suspendit ensuite ses activités politiques. Après être entré au service consulaire dans les années 1910, il entama une carrière diplomatique avant de se consacrer aux affaires dans les années 1920 pour s'engager de nouveau à l'étranger jusqu'au milieu de la décennie suivante.

## Interlude professionnel

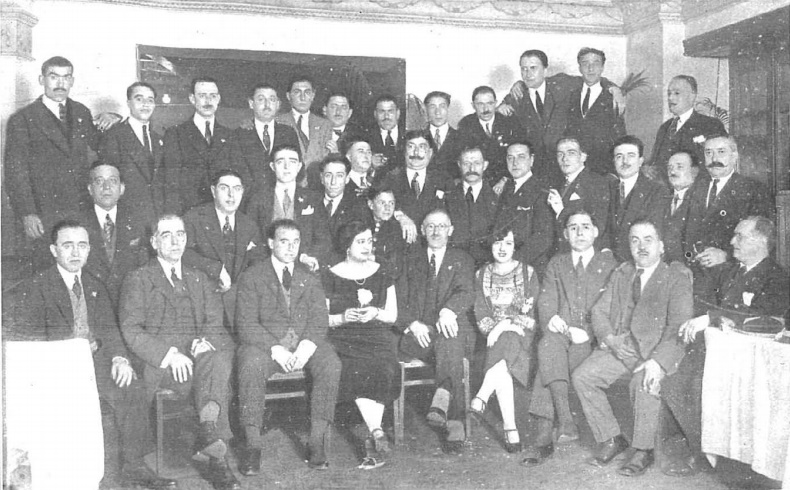
Romavec ses employés de Román Oyarzun y Cía, 1925.

Il passa des concours publics avec succès, et intégra le corps consulaire espagnol. Il fut nommé en 1912  vice-consul à Liverpool, consul en 1913  et en 1914 puis à Rio de Janeiro comme attaché commercial , poste qu'il occupa jusqu'en 1919, où il demanda un congé.
En 1919, Oyarzun rentra en Espagne pour lancer avec succès sa propre entreprise d'importation et vente de matériel spécialisé varié, Alpha S.A. (devenue Román Oyarzun y Cía au début des années 1920) ; elle ouvrit des locaux à Madrid, Barcelone, Valence, Bilbao, Cadix, Saragosse et Vigo,,,,,, En 1928, il est décrit dans la presse comme un « opulent homme d'affaires », disposant d'une voiture avec chauffeur. En 1932, lorsque, près d'Atocha, il s'installa dans un bâtiment de 14 000 mètres carrés, servant également d'usine d'assemblage, l'entreprise fut qualifiée d'« orgueil du commerce espagnol » ; à cette époque, la société était également présente au Portugal et en Afrique du Nord.
Parallèlement, en janvier 1931, Oyarzun demanda à reprendre le service consulaire et fut admis comme agrégé commercial de deuxième classe. Peu de temps après, il fut affecté à Londres  comme attaché commercial. selon l'encyclopédie Auñamendi, Oyarzun fut également consul à Nice. En 1934 il fut affecté à Vienne, promu premier secrétaire de l'héritage espagnol et vit son poste d'attaché commercial étendu à l'Autriche, la Hongrie et la Tchécoslovaquie. Il prit ses fonctions au début de 1935.

## Engagements carlistes tardifs

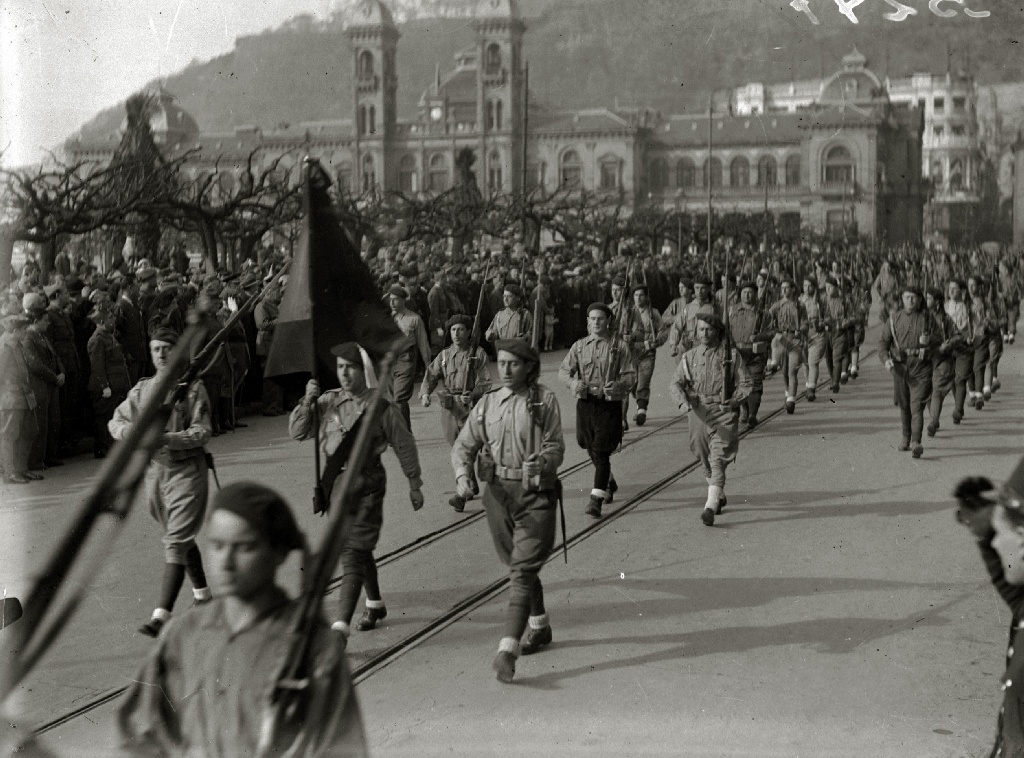
Requeté à Saint-Sébastien en 1936.

À l'approche des élections générales de 1931 de la nouvelle République, Oyarzun dénonça les incendies de couvents (es) qui avaient lieu à travers le pays et préconisa une alliance des forces catholiques, monarchistes, patriotiques et régionalistes. Chargé par le prétendant de lancer un quotidien carliste, il échoua en raison de problèmes financiers, mais lança sa propre revue à Pampelune, Tradición. Aux élections générales de 1936, il se présenta comme candidat carliste sur une liste commune — Candidatura Contrarrevolucionaria — pour Madrid et échoua. Lors de la tentative de coup d'État de juillet 1936, Oyarzun se trouvait en mission diplomatique à Vienne. Il fut invité à signer une déclaration de loyauté envers la République, ce qu'il refusa dans une déclaration du 2 août, soulignant qu'un tel acte violerait sa conscience, d'autant que le gouvernement était dominé « par des éléments révolutionnaires, communistes et socialistes révolutionnaires ». Il se rendit ensuite rendu dans la zone contrôlée par le camp nationaliste pour offrir ses services à la Junta de Defensa Nacional à Burgos. À la fin du mois de septembre, il se rendit de nouveau à Vienne pour assister aux funérailles du prétendant carliste Alphonse-Charles de Bourbon avec un groupe de hauts responsables politiques carlistes ; en octobre, il rendit visite au nouveau régent don Javier dans sa résidence de Puchheim.
En décembre 1936, Oyarzun publia un article de presse intitulé Una idea: Requeté y Fascio ; la plupart des auteurs affirment qu'il avançait l'idée d'une union entre les carlistes et les phalangistes ; selon Juan Carlos Peñas Bernaldo de Quirós, il mettait plutôt en évidence les différences entre les deux mouvements. Jusqu'en 1937, il croyait à la naissance d'un régime corporatif foral. Après le décret d'unification qui fusionna les forces politiques du camp nationaliste, il resta fidèle au système franquiste émergent et publia occasionnellement des articles louant l'identité carliste au sein du nouveau conglomérat national. À la fin de 1936, Oyarzun fut nommé président du Comité exécutif de commerce extérieur (CECE), rattaché au département franquiste de l'Économie,. Le CECE fonctionna jusqu'en mars 1938, date à laquelle ses fonctions furent reprises par la Comisión Reguladora (Commission régulatrice). Oyarzun fut ensuite présent  dans d'autres institutions mineures liées à l'économie. En 1939, il reprit le service consulaire et fut affecté à Perpignan. En 1943 il fut promu ministre plénipotentiaire,.
Dans un texte de 1945, Oyarzun critiqua Don Javier pour avoir prolongé la régence et déplorait la confusion régnant chez les carlistes, sans toutefois proposer de solution(Oyarzun 1965, p. 103-104). Il se retira de l'activité politique, affirmant se limiter à un rôle d'« observateur » ,,, tendant à se considérer comme représenant d'idées dépassées, déclarant que la Monarchie était en déclin, que la dynastie carliste était éteinte et le mouvement carliste « réduit en débris et en cendre »(Oyarzun 1965, p. 113-114). En 1965, il publia un ouvrage destiné à contrer la propagande juaniste et reconnaissait que le sort de la Monarchie (et la continuité éventuelle du carlisme) dépendrait du choix personnel de FrancoModèle:Sfp. Dans le camp traditionaliste, il était alors considéré comme un franquiste et un ancien carliste.

## Œuvre
Bien qu'ayant reçu une formation en histoire à l'université, il ne s'essaya à ce domaine qu'à l'approche de la soixantaine Pendant la guerre civile, il écrivit Historia del Carlismo, publié pour la première fois en 1939, considéré comme son opus magnum et réédité en 1944, 1954, 1965, 1969, 2008 et 2013. Vida de Ramón Cabrera y las guerras carlistas, une étude sur le commandant carliste de la première guerre carliste, fut publiée en 1961, suivie en 1964 par un ouvrage similaire axé sur un militaire beaucoup moins connu, El alavés D. Bruno de Villarreal, teniente général carlista . Pretendientes al trono de España (1965) était un pamphlet politique plutôt qu'un ouvrage historiographique, tandis que Nacimiento, vida, muerte y resurrección de los sacerdotes obreros (1966)  apparaissait comme un commentaire peu inattendu du concile Vatican II, une discussion sur les prêtres français et espagnols socialement conscients du début du XXe siècle, phénomène dont il avait été lui-même témoin et qui avait sa sympathie,.

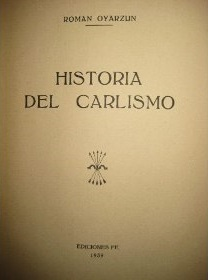
Historia del Carlismo, couverture de l'édition de 1939.

Déjà à l'époque de la République, la traduction d'Oyarzun fut bien accueillie dans le camp nationaliste. Les monographies ultérieures sur Cabrera et Villareal furent acclamées et la première récompensée. Historia del Carlismo fut bien accueillie par les universitaires et le grand public, comme le confirment de nombreuses rééditions ; de plus, le récit se terminant commodément en 1936 ne défia pas la propagande franquiste officielle. Jusqu'aux années 1990, il resta la meilleure approche concise sur l'histoire carliste, la seule alternative étant la très volumineuse Historia del tradicionalismo español de Melchor Ferrer en trente volumes, parus entre le début des années 1940 et la fin des années 1970. Il est encore considéré comme élément indispensable de tout bibliographie traitant de l'histoire carliste jusqu'à la guerre civile ; il est décrit comme « l'ouvrage de référence principal » d'une thèse de doctorat de 2008  , Il a souvent été qualifié de « classique »,,,.
Plus rarement, il fut considéré comme un compte rendu de qualité , ou adoptant une perspective peu partisane.
Cependant, il est généralement classé dans « l'historiographie traditionaliste » ; il a aussi été critiqué, parfois durement pour ses préjugés et sa partialité, ; selon certains, il ne mérite pas « l'attention historiographique objective ou professionnelle » , ne relève pas de « l'histoire critique », il est qualifié de « bréviaire de parti », de « propagande carliste », de « prose partisane »,  « très partisan »,  « assez unilatéral »,  « apologétique », relevant de la « narrative, non critique et souvent hagiographique »,  « sans aucune distance par rapport à l'objet d'étude » et « ultratraditionaliste ». Certains concèdent que parmi les auteurs partisans, Oyarzun offre « l'approximation la plus proche », qu'il est « lisible » ou le « meilleur récit en un volume ». Il a aussi été qualifié de « signe d'identité bibliographique qui réunissait les prérequis minimaux pour dépasser le rayon des partisans et sympathisants ».
Au sein du camp traditionaliste, Oyarzun n'a pas été épargné par les critiques, au point de voir son œuvre quasiment rejetée et d'être déclaré hétérodoxe. On l'accusa de consacrer trop d'attention aux hétérodoxes et aux scissions, et trop peu à certains épisodes de triomphe. Outre les accusations coutumières liées à la partialité, on lui reprocha également son insuffisante critique des sources, la focalisation excessive sur les questions dynastiques  et l'histoire militaire, l'empêtrement dans des vétilles juridiques, l'ignorance de la dimension sociale, la minimisation des questions religieuses, l'absence de mise en relation avec les nationalismes périphériques, des erreurs factuelles,, une réduction des débats internes et des scissions à des querelles personnelles, un accent excessif — à la limite de l'obsession sur la question intégriste, — et le rejet de l'approche menendezpelayista d'examen de la génèse des faits culturels.